# ファン・フィクション
ファン・フィクション（Fan Fiction）とは、既存の作品のキャラクターや設定が登場する物語において、それが「その作品の原作者ではなくファンによって書かれたフィクション」であることを説明するのに用いられる大まかな用語である。ファンフィク（Fan Fic）、フィク（Fic）、FFと略されることがある。類似の用語として「ファンアート」がある。

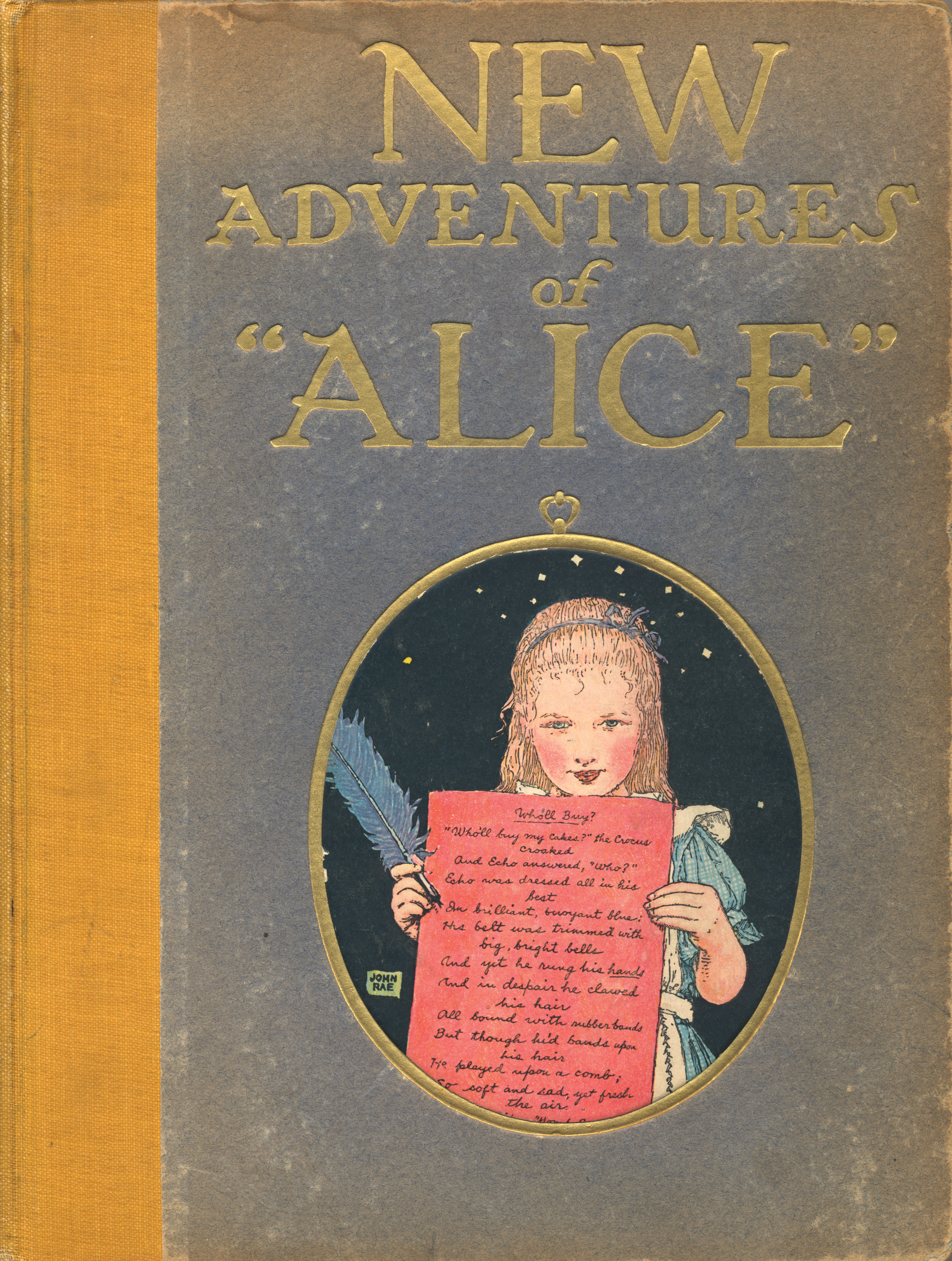
不思議の国のアリスのファンフィクション、ジョン・レイ著『アリスの新しい冒険』（1917年）

日本ではあまり使用されない用語であり、同様の作品は「二次創作」と表現がされることが多い。
ファン・フィクションの作品は原作の所有者や原作者、原作の出版社から委任ないし認可されることはめったにない。また職業的に出版されることもほとんどない。したがってファンフィクションは題材の原典に基づく架空の世界に関連があることと同時にその世界の規範の外側に存在するものと定義される。
ほとんどのファン・フィクションの書き手は、彼らの作品がまずは他のファンに読まれることが当然と考えている。それゆえに読み手が、作品が題材としている原典の世界（原作、いわゆる元ネタ）の知識を持ち合わせていることを前提とする傾向がある。

『シティーハンター』を題材にフランスで制作されたファン映画「City Hunter XYZ 」